# Schizoprymnus remotus
Schizoprymnus remotus är en stekelart som först beskrevs av De Saeger 1948.  Schizoprymnus remotus ingår i släktet Schizoprymnus och familjen bracksteklar. Inga underarter finns listade i Catalogue of Life.